# Paphiopedilum glanzii
Paphiopedilum glanzii là một loài thực vật có hoa trong họ Lan. Loài này được O.Gruss & Perner mô tả khoa học đầu tiên năm 2006.